# A.C. Milan w sezonie 1975/1976

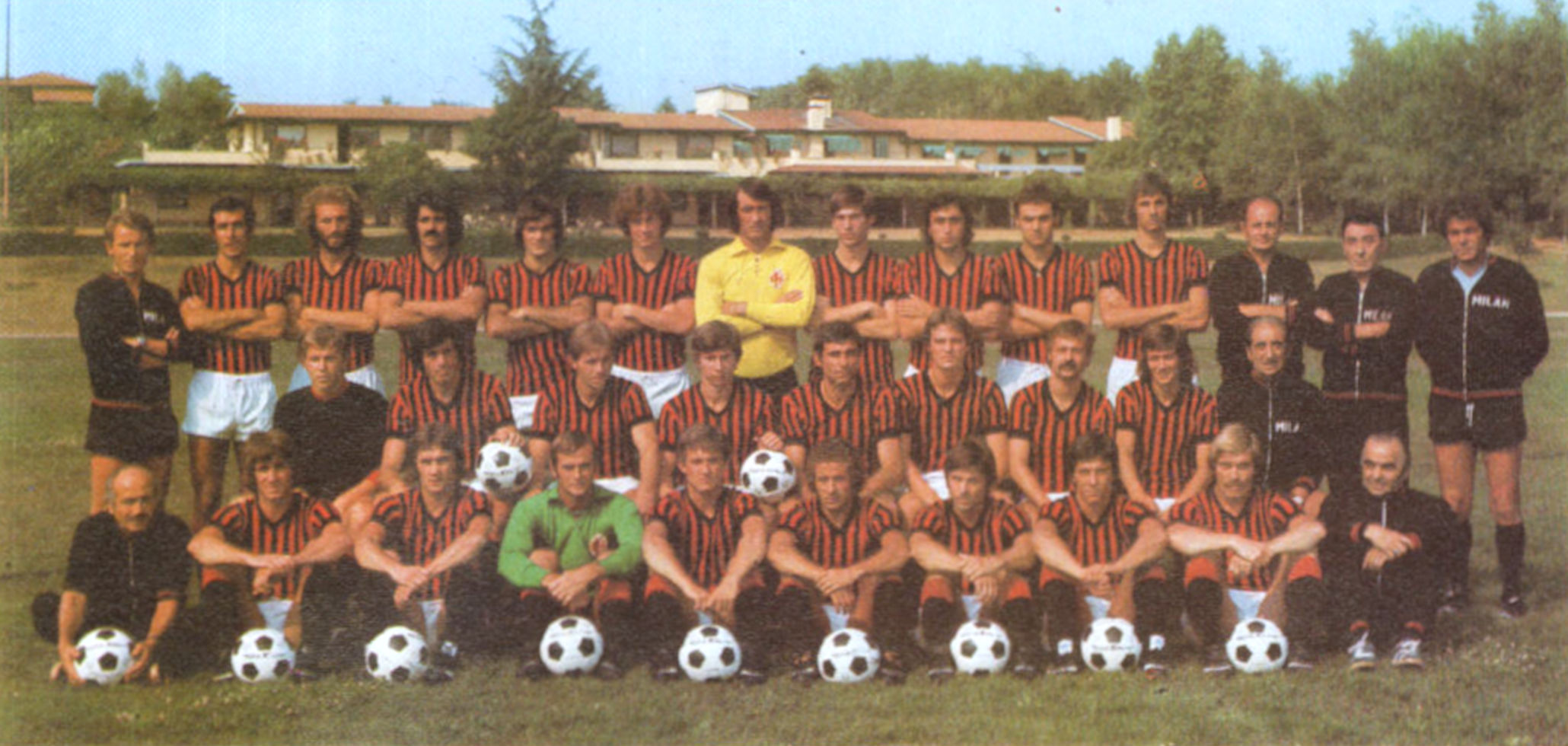
A.C. Milan 1975/76

Osiągnięcia i skład piłkarskiego zespołu A.C. Milan w sezonie 1975/76.

## Osiągnięcia
- Serie A: 3. miejsce
- Puchar Włoch: odpadniecie w grupie półfinałowej
- Puchar UEFA: odpadnięcie w 1/4 finału

## Podstawowe dane
- Oficjalna nazwa klubu: Associazione Calcio Milan
- Siedziba klubu: Via F. Turati 3
- Boisko: San Siro
- Prezes klubu:  Albino Buticchi;  Bruno Pardi;  Vittorio Duina
- Trener zespołu:  Gustavo Giagnoni I;  Giovanni Trapattoni;  Paolo Barison[1]
- Kapitan drużyny:  Romeo Benetti

## Skład zespołu
Bramkarze:
| Włochy | Enrico Albertosi      |
| Włochy | Pier Luigi Pizzaballa |
| Włochy | Franco Tancredi       |

Obrońcy:
| Włochy | Angelo Anquilletti |
| Włochy | Aldo Bet           |
| Włochy | Fulvio Collovati   |
| Włochy | Aldo Maldera       |
| Włochy | Giuseppe Sabadini  |
| Włochy | Maurizio Turone    |
| Włochy | Luciano Zecchini   |
| Włochy | Giulio Zignoli     |

Pomocnicy:
| Włochy | Romeo Benetti    |
| Włochy | Giorgio Biasiolo |
| Włochy | Michele De Nadai |
| Włochy | Fabio Capello    |
| Włochy | Duino Gorin      |
| Włochy | Gianni Rivera    |
| Włochy | Nevio Scala      |

Napastnicy:
| Włochy | Alberto Bigon      |
| Włochy | Gianni Bui         |
| Włochy | Egidio Calloni     |
| Włochy | Luciano Chiarugi   |
| Włochy | Graziano Gori      |
| Włochy | Silvano Villa      |
| Włochy | Francesco Vincenzi |